# Маега
Маега — деревня в Вологодском районе Вологодской области.
Входит в состав Прилукского сельского поселения, с точки зрения административно-территориального деления — в Прилукский сельсовет.
Расстояние по автодороге до районного центра Вологды — 18 км, до центра муниципального образования Дорожного — 3 км. Ближайшие населённые пункты — Заоникиево, Семёнково-2, Фофанцево.
По переписи 2002 года население — 15 человек.